# شرکت انرژی آتی ابوظبی
شرکت انرژی آتی ابوظبی (به انگلیسی: Abu Dhabi Future Energy Company) که با نام مصدر نیز شناخته می‌شود، شرکت انرژی تجدیدپذیر اماراتی است، که در زمینه تولید انرژی‌های نو، انرژی خورشیدی، توان بادی و تصفیه آب، مدیریت نیروگاه‌های بادی و خورشیدی، همچنین توسعه املاک و مستغلات فعالیت می‌کند.
شرکت انرژی آتی ابوظبی در سال ۲۰۰۶ راه‌اندازی شد و در حال حاضر دارای ۲۰ نیروگاه بادی و خورشیدی در کشورهای بریتانیا، اسپانیا، امارات متحده عربی، موریتانی و سیشل است. نیروگاه خورشیدی شمس ۱ متعلق به این شرکت است.
دفتر مرکزی این شرکت در شهر ابوظبی، امارات متحده عربی قرار دارد. کلیه سهام شرکت انرژی آتی ابوظبی، در اختیار شرکت توسعه مبادله است.